# Lucy Lippard
Lucy Lippard (New York, 14 aprile 1937) è una scrittrice, attivista, critica d'arte e curatrice statunitense.
Lippard è stata tra i primi critici a riconoscere la dematerializzazione nell'arte concettuale. Ha scritto oltre diciotto libri sull'arte contemporanea. Ha scritto articoli per Art in America, The Village Voice, In These Times, e Z Magazine.

## Pubblicazioni (selezione)
- On the Beaten Track: Tourism, Art and Place (1999)
- The Lure of the Local: Sense of Place in a Multicentered Society (1997)
- Defining Eye: Women Photographers of the 20th Century (1997)
- Michael Lucero: Sculpture (1996)
- Contact Lenses, Corrected Vision, Nueva Luz photographic journal(En Foco, Inc, 1995)
- The Pink Glass Swan: Selected Essays on Feminist art (1995)
- Partial Recall: Photographs of Native North Americans (ed.) (1992)
- A Different War: Vietnam in Art (1990)
- Secrets, Dialogues, Revelations: The Art of Betye and Alison Saar (1990)
- Mixed Blessings: New Art in a Multicultural America (1990, 2000)
- Jerry Kearns (1987)
- Get the Message: A Decade of Art for Social Change (1984)
- Overlay: Contemporary Art and the Art of Prehistory (1983)
- Collected Visions: Work by Women Artists Living in Rural New York State (1982)
- Ad Reinhardt (1981)
- Intricate Structure (1980)
- Issue: Social Strategies by Women Artists (1980)
- Sol LeWitt (1978)
- From the Center: Feminist Essays on Women's Art (1976)
- Eva Hesse (1976)
- Six Years: The Dematerialization of the Art Object (1973)
- Tony Smith (1972)
- I See/You Mean (novel)
- Changing Essays in Art criticism (1971)
- Dadas on Art (ed.) (1971)
- Surrealists on Art (ed.) (1970)
- Pop Art (1966)
- The Graphic Work of Philip Evergood (1966)